# Orquesta Reciclando
Orquesta Reciclando es el séptimo disco del grupo Jarabedepalo publicado el 1 de marzo de 2009 y cuenta con un Latin Grammy a la mejor ingeniería de grabación para un álbum pop vocal dúo o grupo. Fue grabado en Music Lan (Aviñonet de Puig Ventós, Gerona), del 9 al 12 de junio de 2008.

Nos encerramos un mes en un local de ensayo. Pensamos en un repertorio de canciones. Las destrozamos. Las reconstruimos. Esta vez con un montón de ideas de cada uno de los músicos de la banda. Grabamos 15 canciones en tres días (...) por primera vez incorporamos vientos a nuestra música, concretamente el saxo.
Pau Donés

## Canciones
1. Dueño de mi silencio (4:22)
2. La flaca (5:10)
3. El lado oscuro (4:08)
4. El bosque de palo cantamañanas (3:46)
5. Grita (5:56)
6. Depende (3:53)
7. Agua (4:15)
8. Dos días en la vida (5:11)
9. De vuelta y vuelta (4:20)
10. mama (3:21)
11. Duerme conmigo (3:30)
12. Bonito (4:20)
13. Pura Sangre (3:19)
14. Déjame vivir (3:13)
15. A tu lado (3:29)
16. Mucho más, mucho mejor (3:52)